# Тистев
Тисте́в — река в России, протекает в Теньгушевском районе Республики Мордовия. Левый приток Юзги.
Длина реки составляет 17 км, площадь водосборного бассейна — 60,1 км².

## География
Река берёт начало на высоте примерно 140 м над уровнем моря к юго-востоку от деревни Клемещей. Устье реки находится в 13 км по левому берегу реки Юзга на высоте 97 м над уровнем моря.

## Данные водного реестра
По данным государственного водного реестра России относится к Окскому бассейновому округу, водохозяйственный участок реки — Мокша от водомерного поста города Темников и до устья, без реки Цна, речной подбассейн реки — Мокша. Речной бассейн реки — Ока.
Код объекта в государственном водном реестре — 09010200412110000028159.